# Bernhard von Pavia
Bernhard von Pavia (Bernardus Papiensis) (* vor 1150 in Pavia; † 18. September 1213) war ein italienischer Kanonist und Bischof von Faenza und Pavia.

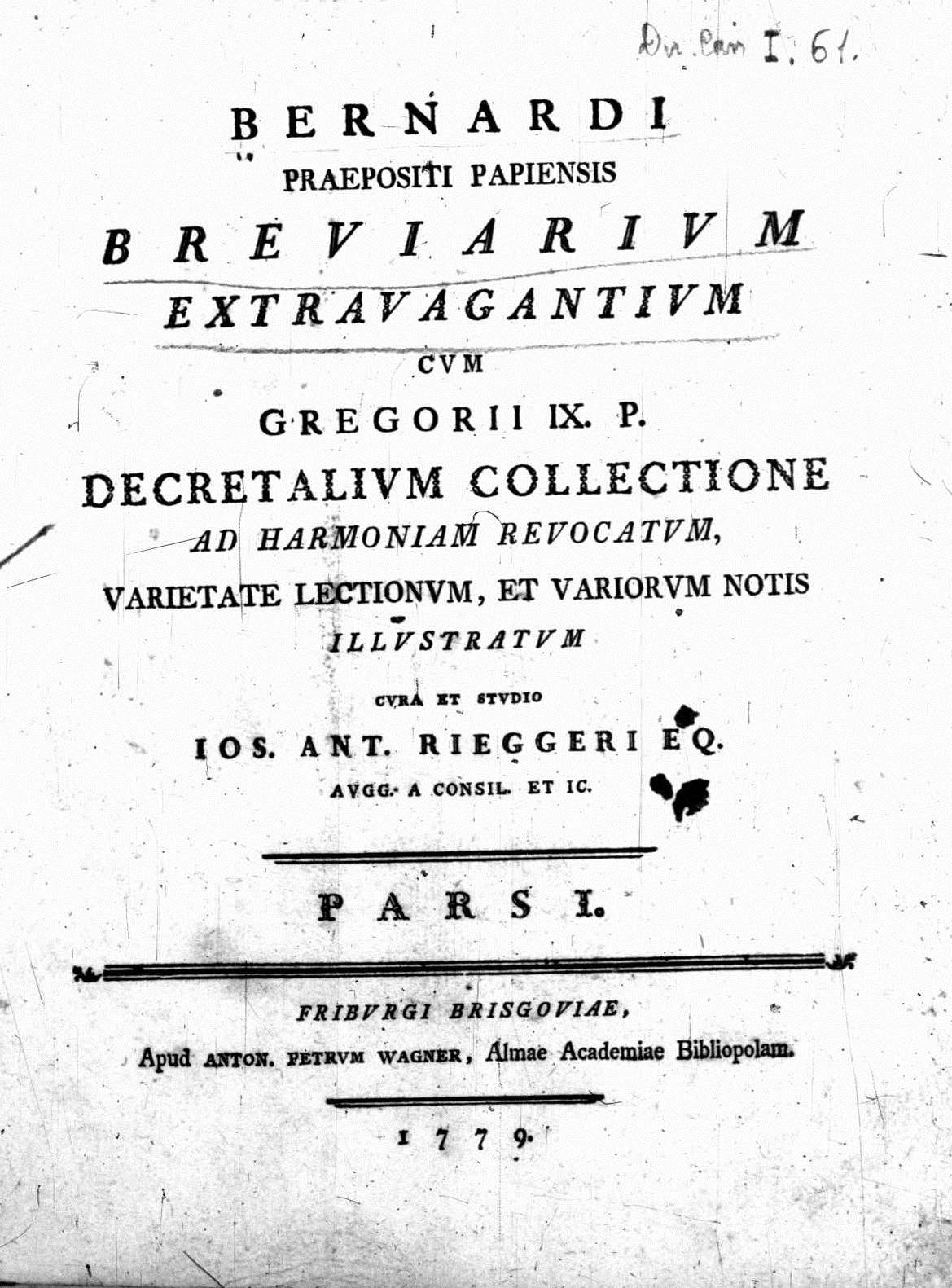
Breviarium extravagantium, 1779

## Leben und Werk
Bernhard von Pavia studierte Rechtswissenschaft und Theologie in Bologna bei Gandulphus und Johannes Faventinus. Von 1170 bis 1180 war er Professor an der Universität Bologna, dann Dompropst von Pavia, seit 1192 Bischof von Faenza und schließlich seit 1198 Bischof von Pavia.
Seine kanonistischen Werke etablierten das Kirchenrecht als eigenständiges Rechtsgebiet. Er ist insbesondere bekannt für sein zwischen 1187 und 1191 entstandenes Breviarium extravagantium bekannt, in welchem er Canones sammelte, die nicht ins Decretum Gratiani aufgenommen worden waren.

## Werke
- Summa decretalium
- Breviarium extravagantium
- Summa de matrimonio
- Summa de electione
- Casus decretalium

Nicht kanonistische Werke sind die Vita sancti Lanfranci sowie Kommentare zum Ecclesiasticus und zum Canticum canticorum.

## Wissenswert
Bernhard von Pavia ist nicht zu verwechseln mit Bernard von Botonus, der manchmal ebenfalls als Bernard von Pavia bezeichnet wird.

## Editionen
- Breviarium extravagantium. In: Emil Friedberg (Hrsg.): Quinque compilationes antiquae, nec non Collectio canonum Lipsiensis. Ad librorum manu scriptorum fidem recognovit et adnotatione critica. Tauchnitz, Leipzig 1882, S. 1–65 (archive.org [abgerufen am 27. Juni 2022]).
- Ernst Adolph Theodor Laspeyres (Hrsg.): Bernardus Papiensis Faventini episcopi Summa decretalium. Manz, Regensburg 1860, S. 1–65, urn:nbn:de:bvb:12-bsb10543680-0.